# NGC 2469
NGC 2469 је спирална галаксија у сазвежђу Рис која се налази на NGC листи објеката дубоког неба.
Деклинација објекта је + 56° 40' 48" а ректасцензија 7h 58m 3,2s. Привидна величина (магнитуда) објекта NGC 2469 износи 12,6 а фотографска магнитуда 13,4. NGC 2469 је још познат и под ознакама UGC 4111, MCG 10-12-35, CGCG 287-17, ARAK 147, IRAS 07540+5648, PGC 22327.